# La dryade
La dryade (en finnois : Dryadi), op. 45/1, est un poème symphonique pour orchestre composé en 1910 par le compositeur finlandais Jean Sibelius.

## Genèse
Sibelius compose ce poème symphonique entre deux sorties au ski.
Il dirige la première représentation à Kristiania (aujourd'hui Oslo), en Norvège, le 8 octobre 1910, en même temps que la première de In memoriam (en). Il l'arrange pour piano en 1910.
La pièce est considérée comme l'une des « œuvres orchestrales les plus courtes et les plus originales » du compositeur, comme une « miniature impressionniste », passant de fragments à un « thème semblable à une danse ».

## Structure
L'œuvre est composée pour piccolo, deux flûtes, deux hautbois, deux clarinettes (en si  ), clarinette basse (en si  ), deux bassons, quatre cors (en fa), trois trompettes (en si  ), trois trombones, tuba, tambourin, castagnettes, caisse claire, grosse caisse et cordes.

## Discographie
Le chef d'orchestre finlandais Nils-Eric Fougstedt (en) et l'orchestre symphonique de la radio finlandaise ont réalisé le premier enregistrement mondial en studio de La Dryade en 1959 pour la Society of Finnish Composers (fi).
Le pianiste finlandais Erik Thomas Tawaststjerna (en) réalise le premier enregistrement mondial en studio de la transcription pour piano de Sibelius de La Dryade en 1987 pour BIS.